# Stazione di Sant'Ilario dello Jonio
La stazione di Sant'Ilario dello Jonio è stata una stazione ferroviaria posta sulla ferrovia Jonica. Serviva il centro abitato di Sant'Ilario dello Jonio.